# Aleucanitis grumi
Aleucanitis grumi är en fjärilsart som beskrevs av Otto Staudinger 1901. Aleucanitis grumi ingår i släktet Aleucanitis och familjen nattflyn. Inga underarter finns listade i Catalogue of Life.